# Desecration Smile
Singles de Red Hot Chili Peppers
Snow (Hey Oh)
(2007) Hump de Bump
(2007)
Desecration Smile est le quatrième single extrait de l'album Stadium Arcadium des Red Hot Chili Peppers, sorti en 2007.

## Musique
Cette ballade a été jouée bien avant la sortie de l'album, en 2004, lors du Bridge School Benefit. Un bootleg sera publié sur internet quelque temps après mais il s'avère que la chanson sera légèrement transformée sur la version studio de Stadium Arcadium.
Dans cette chanson, Anthony Kiedis exprime sa souffrance à la suite d'un amour perdu qu'il regrette amèrement. Cette rupture a pour conséquence qu'il se renferme sur lui-même et est complètement déstabilisé. Il ne s'est pas rendu compte qu'il aimait plus qu'il ne le pensait la femme en question et espère encore malgré tout une réconciliation.

## Chansons du single
Le single contient une chanson en hommage à Joe Strummer, chanteur et guitariste des Clash, décédé 5 ans auparavant, sobrement intitulée "Joe". Une autre b-side, Save This Lady est également disponible, sachant que ces deux chansons sont aussi sur le single de Hump de Bump. 
Enfin, sur une autre version du single, figure un live de la chanson Funky Monks, enregistré lors d'un concert au Pepsi Center de Denver, le 18 août 2006. Issue de l'album Blood Sugar Sex Magik, sorti en 1991, cette chanson a été choisie par les auditeurs d'une radio locale qui, grâce à un concours basé sur des votes, pouvaient choisir un titre que le groupe jouerait pour cette représentation. D'après le bassiste Flea, ils ne l'avaient alors jouée qu'une seule fois en 1991.
CD single 1
1. "Desecration Smile"
2. "Joe" (Previously Unreleased) – 3:54

CD single 2
1. "Desecration Smile"
2. "Funky Monks" (live) – 6:29
3. "Save This Lady" (Previously Unreleased) – 4:17

Promo Single
1. "Desecration Smile (Album Version)"
2. "Desecration Smile (Radio Edit)"

## Clip et versions
Le clip a été réalisé par Gus Van Sant, qui a déjà auparavant été réalisateur du clip d'Under the Bridge, par le moyen d'une seule caméra tenue par Anthony Kiedis, chanteur du groupe, filmant le groupe chantant la chanson au bord de la mer. 
Une version alternative comporte des plans supplémentaires, mettant en scène les différents musiciens avec leurs instruments respectifs. Notons que c'est cette version qui est pourtant utilisée comme clip dit "officiel" sur leur site internet et leur compte YouTube.